# 傅明先
傅明先（1964年11月—），男，汉族，山东青岛人，中华人民共和国政治人物，中国共产党党员。现任中共浙江省委常委、省纪委书记，省监察委员会主任。中国共产党第二十届中央纪律检查委员会委员。

## 生平
1985年2月参加工作，1991年11月加入中国共产党
2015年9月，任中共济宁市委副书记、代市长。2016年2月，当选为济宁市人民政府市长。2018年4月，任中共济宁市委书记；同年6月，當選為济宁市人大常委会主任。同年，被选为山东省出席第十三届全国人民代表大会代表。2021年2月，任山东省人民政府副省长、中共烟台市委书记。2022年6月，当选为中共山东省委常委。
2022年9月30日，不再担任中共山东省委常委、烟台市委书记。10月1日，接替许罗德任中共浙江省委常委、省纪委书记。11月24日，任浙江省监察委员会副主任、代理主任。2023年1月15日，当选为浙江省监察委员会主任。